# Theloderma
Theloderma – rodzaj płazów bezogonowych z podrodziny Rhacophorinae w rodzinie nogolotkowatych (Rhacophoridae).

## Zasięg występowania
Rodzaj obejmuje gatunki występujące od północno-wschodnich Indii do Mjanmy i południowej Chińskiej Republiki Ludowej przez Indochiny do Malezji, Sumatry i Borneo.

## Systematyka

### Etymologia
- Theloderma: gr. θηλυς thēlus „delikatny, miękki”[6]; δερμα derma, δερματος dermatos „skóra”[7].
- Phrynoderma: gr. φρυνη phrunē, φρυνης phrunēs „ropucha”[8]; δερμα derma, δερματος dermatos „skóra”[7]. Gatunek typowy: Phrynoderma asperum Boulenger, 1893.
- Stelladerma: łac. stella „gwiazda”; gr. δερμα derma, δερματος dermatos „skóra”[4]. Gatunek typowy: Theloderma stellatum Taylor, 1962.

### Podział systematyczny
Do rodzaju należą następujące gatunki:

- Theloderma albopunctatum (Liu & Hu, 1962)
- Theloderma annae Nguyen, Pham, Nguyen, Ngo & Ziegler, 2016
- Theloderma asperum (Boulenger, 1886) – szorstkolotka lamowana[9]
- Theloderma auratum Poyarkov, Kropachev, Gogoleva & Orlov, 2018
- Theloderma baibungense (Jiang, Fei & Huang, 2009)
- Theloderma bicolor (Bourret, 1937)
- Theloderma corticale (Boulenger, 1903)
- Theloderma gordoni Taylor, 1962
- Theloderma hekouense Du, Wang, Liu & Yu, 2022
- Theloderma horridum (Boulenger, 1903)
- Theloderma khoii Ninh, Nguyen, Nguyen, Hoang, Siliyavong, Nguyen, Le, Le & Ziegler, 2022
- Theloderma lacustrinum Sivongxay, Davankham, Phimmachak, Phoumixay & Stuart, 2016
- Theloderma laeve (Smith, 1924)
- Theloderma lateriticum Bain, Nguyen & Doan, 2009
- Theloderma leporosum Tschudi, 1838
- Theloderma licin McLeod & Ahmad, 2007
- Theloderma moloch (Annandale, 1912)
- Theloderma nagalandense Orlov, Dutta, Ghate & Kent, 2006
- Theloderma nebulosum Rowley, Le, Hoang, Dau & Cao, 2011
- Theloderma palliatum Rowley, Le, Hoang, Dau & Cao, 2011
- Theloderma petilum (Stuart & Heatwole, 2004)
- Theloderma phrynoderma (Ahl, 1927)
- Theloderma pseudohorridum Kurniawan, Septiadi, Kadafi, Fathoni, Prabasari & Thammachoti, 2023
- Theloderma pyaukkya Dever, 2017
- Theloderma rhododiscus (Liu & Hu, 1962)
- Theloderma ryabovi Orlov, Dutta, Ghate & Kent, 2006
- Theloderma stellatum Taylor, 1962
- Theloderma truongsonense (Orlov & Ho, 2005)
- Theloderma vietnamense Poyarkov, Orlov, Moiseeva, Pawangkhanant, Ruangsuwan, Vassilieva, Galoyan, Nguyen & Gogoleva, 2015